# حمله به مسجد پیشاور ۲۰۲۲

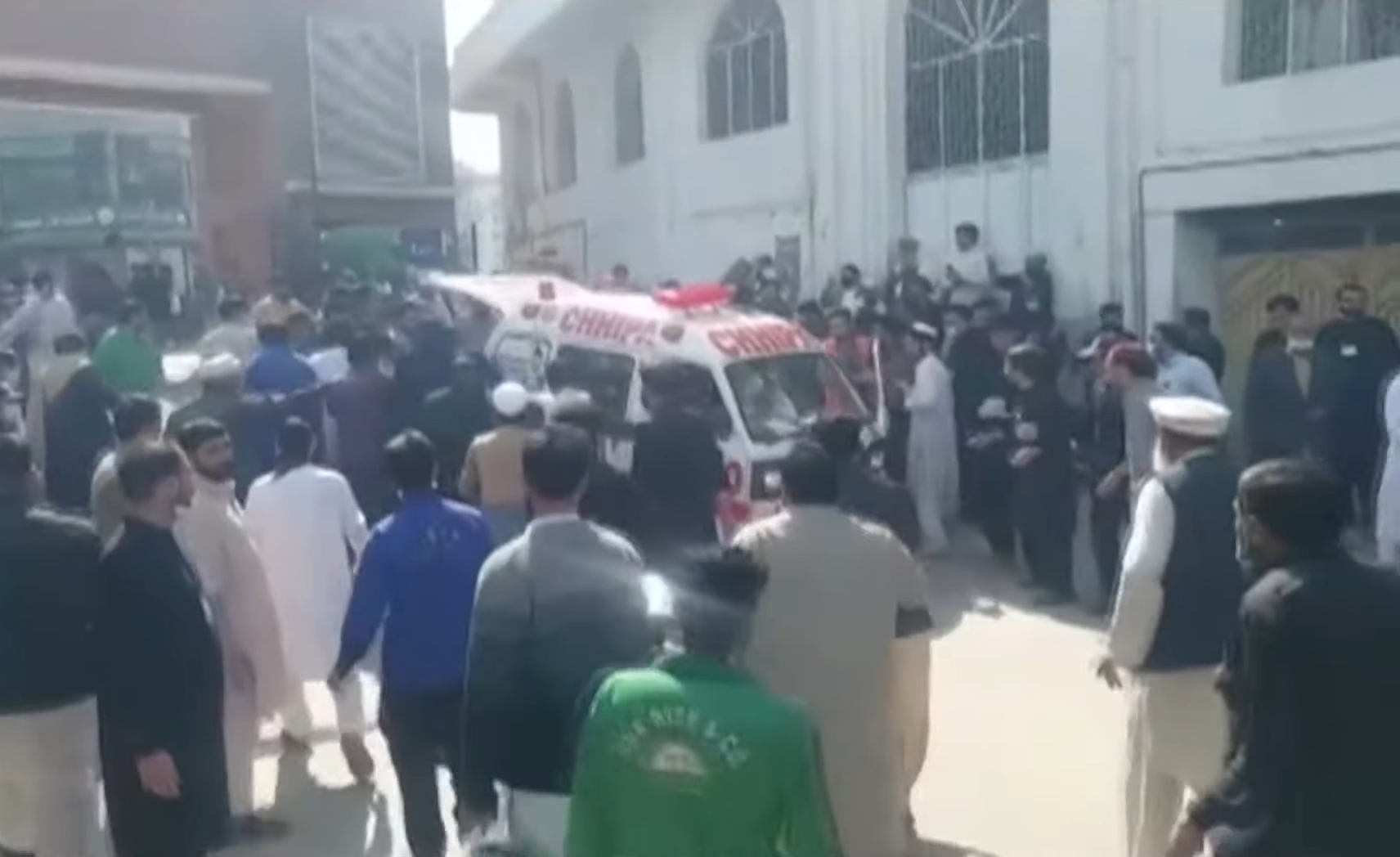
لحظاتی پس از حمله انتحاری

حمله به مسجد پیشاور ۲۰۲۲ (انگلیسی: 2022 Peshawar mosque attack) در روز ۴ مارس ۲۰۲۲، شاخه خراسان داعش به مسجد شیعیان در پیشاور ، منطقه خیبر پختونخوا، پاکستان حمله کرد. یک افغان مقیم پاکستان اقدام به حمله انتحاری کرد که دست کم ۶۳ تن را کشت و ۱۹۶ نفر را زخمی کرد. این حمله در منطقه شیعه نشین شهر پیشاور، موسوم به کوچه رسالدار، رخ داد. در جریان این حمله مرد سیاهپوش مسلحی به نماز جمعه حمله کرد. ابتدا به دو پلیس محافظ شلیک کرد، که یکی را کشت و دیگری را زخمی کرد. سپس وارد صحن مسجد شد و نمازگزاران را به رگبار بست. چند ثانیه بعد کمربند انفجاری خود را که مسلح به مواد منفجره ۵ کیلوگرمی بود منفجر کرد. 